# 언더독 (용어)
언더독(영어: underdog)은 스포츠에서 우승이나 이길 확률이 적은 팀이나 선수를 일컫는 말이다.

## 같이 보기
- 언더도그마
- 편승 효과
- 정치적 올바름(PC)
- 문화막시즘
- 지배계급
- 우월감
- 가스라이팅